# Stet (ソフトウェア)
stet（stet; 校正の朱書き）とは、テキスト文書についてのコメントをウェブページ経由で集積するため利用される自由ソフトウェアパッケージである。

## 歴史
初期のバージョンは、Software Freedom Law Center（SFLC）がその顧客であったフリーソフトウェア財団（Free Software Foundation; FSF）に提供するサービスとして、2005年後半から2006年中ごろまで同所で開発された。このソフトウェアは、GNU General Public Licenseのバージョン3（GNU GPLv3）の草稿策定の過程において、公開の協議を可能とするよう構築された。
stet上にホストされた文書にコメントを付けるには、ユーザーは2、3語または、テキストから文を選択し、その特定のテキストに、錨を打ち込むが如く、コメントをアンカーし ていく必要がある。これは望ましいことだが、この要件により、コメントを特定することが容易となり、またコメントの関係性をより分かり易くさせるであろ う。また、既に付けられた全てのコメントは、各新規ユーザーにも見えるようになっている。コメント数が多いテキスト箇所は明るく色付けされ、コメント数の 増大によりテキストのカラーコーディングが暗くなってゆく。
stetはJavaScript、XSLTそしてPerlにより実装され、Request Trackerの一部を利用している。初期の開発は、SFLCのCTOであるブラッドリー・M・クーンにより管理され、SFLCに一年契約で採用されたオリオン・モントーヤ（Orion Montoya）により実装された。今日までstetが展開されたサイトで有名なケースは、GPLv3（のちにはGNU AGPLv3も）の草稿策定プロセスサイトgplv3.fsf.orgで利用されているのみである。
2007年11月21日、クーンは、SFLCがstetをAffero General Public Licenseの条項のもとリリースすることを発表した。このことにより、stetは自身のソフトウェアライセンスの創造に利用されたと知られる最初のプログラムになった。
2009年時点では、stetは活発には開発されておらず、代わりにそのプロジェクトページは、co-mentというソフトウェアを推奨している。このソフトウェアは機能的には非常に似通っているが、PythonとDjangoにより作成され、Sopinspaceにより開発されている。